# Rumeshika Rathnayake
Rumeshika Kumari Rathnayake (in singalese: රුමේශිකා කුමාරි රත්නායක; Kegalle, 27 giugno 1996) è una velocista singalese.

## Palmarès
| Anno | Manifestazione                            | Sede        | Evento      | Risultato  | Prestazione | Note |
| ---- | ----------------------------------------- | ----------- | ----------- | ---------- | ----------- | ---- |
| 2013 | Mondiali allievi                          | Donec'k     | 200 m piani | Batteria   | 25"52       |      |
| 2013 | Campionati dell'Asia meridionale juniores | Ranchi      | 100 m piani | Bronzo     | 12"23       |      |
| 2013 | Campionati dell'Asia meridionale juniores | Ranchi      | 200 m piani | Bronzo     | 25"23       |      |
| 2015 | Campionati asiatici                       | Wuhan       | 100 m piani | 6ª         | 11"56       |      |
| 2010 | Giochi dell'Asia meridionale              | Guwahati    | 100 m piani | Oro        | 11"71       |      |
| 2010 | Giochi dell'Asia meridionale              | Guwahati    | 200 m piani | Bronzo     | 24"17       |      |
| 2010 | Giochi dell'Asia meridionale              | Guwahati    | 4×100 m     | Oro        | 45"50       |      |
| 2017 | Campionati asiatici                       | Bhubaneswar | 100 m piani | Batteria   | dq          |      |
| 2017 | Campionati asiatici                       | Bhubaneswar | 200 m piani | Argento    | 23"43       |      |
| 2018 | Giochi asiatici                           | Giacarta    | 200 m piani | Semifinale | 24"05       |      |
| 2018 | Giochi del Commonwealth                   | Gold Coast  | 200 m piani | Semifinale | 23"60       |      |
| 2023 | Giochi asiatici                           | Hangzhou    | 200 m piani | Batteria   | 24"51       |      |